# Sandgrube Riedern am Sand

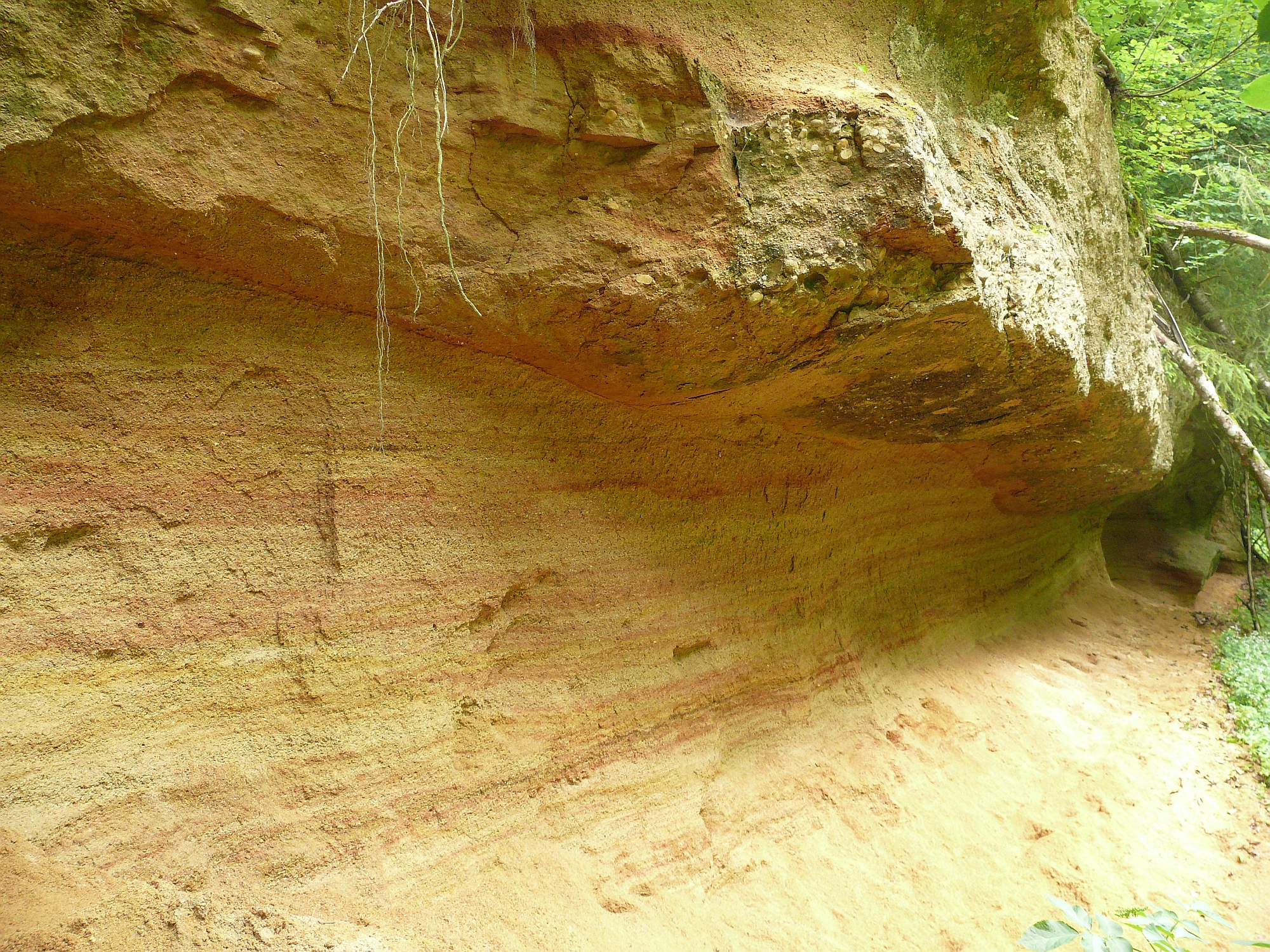
„Obere Brackwassermolasse“ bzw. Obere Meeresmolasse des südwestlichen des Molassebeckens in der Sandgrube Riedern: Graupensande und auflagernde, deutlich herauswitternde Austernnagelfluh.

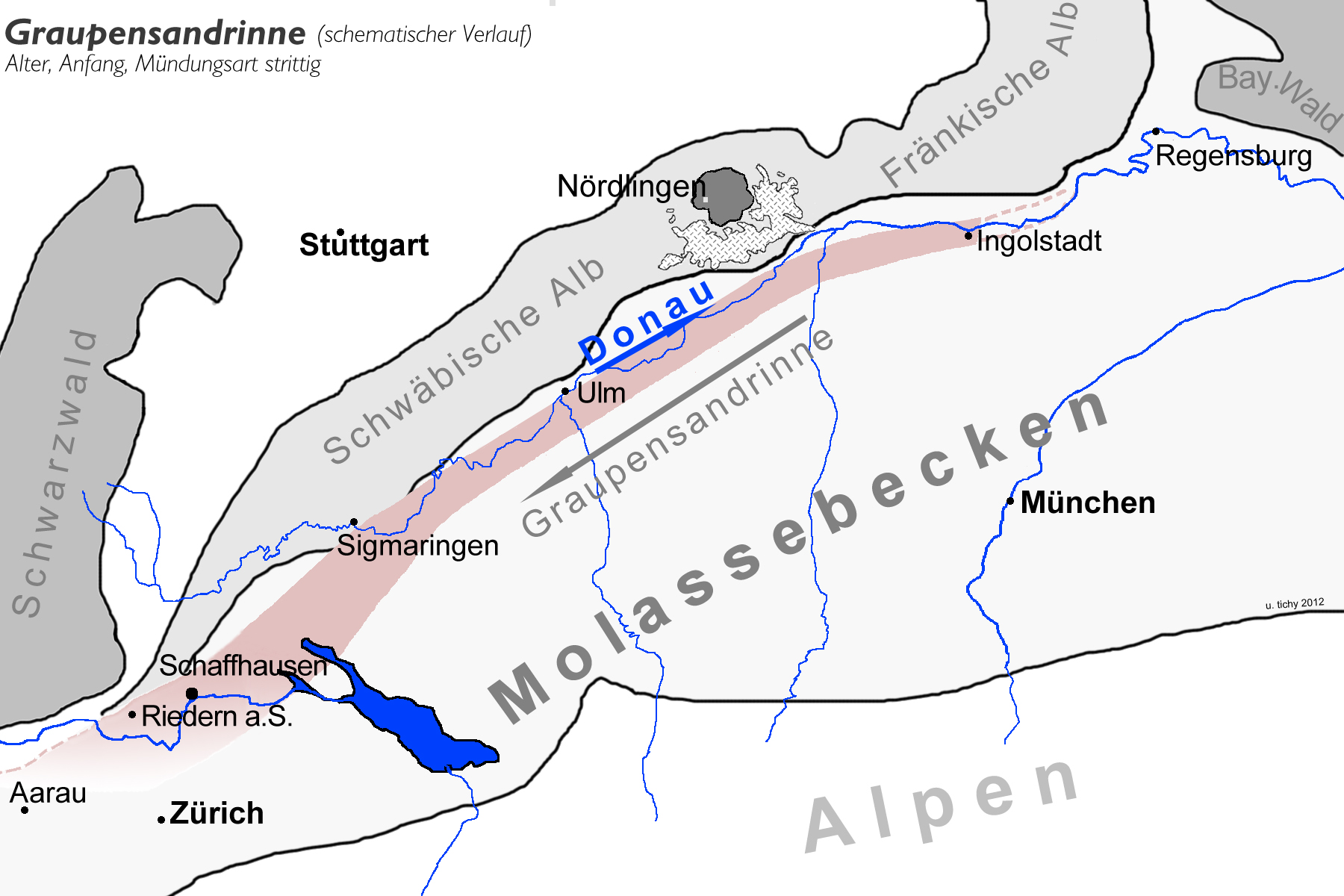
Karte des Alpenvorlandes mit Verlauf der Graupensandrinne. Riedern liegt am Übergang der Rinne ins damalige Molassemeer

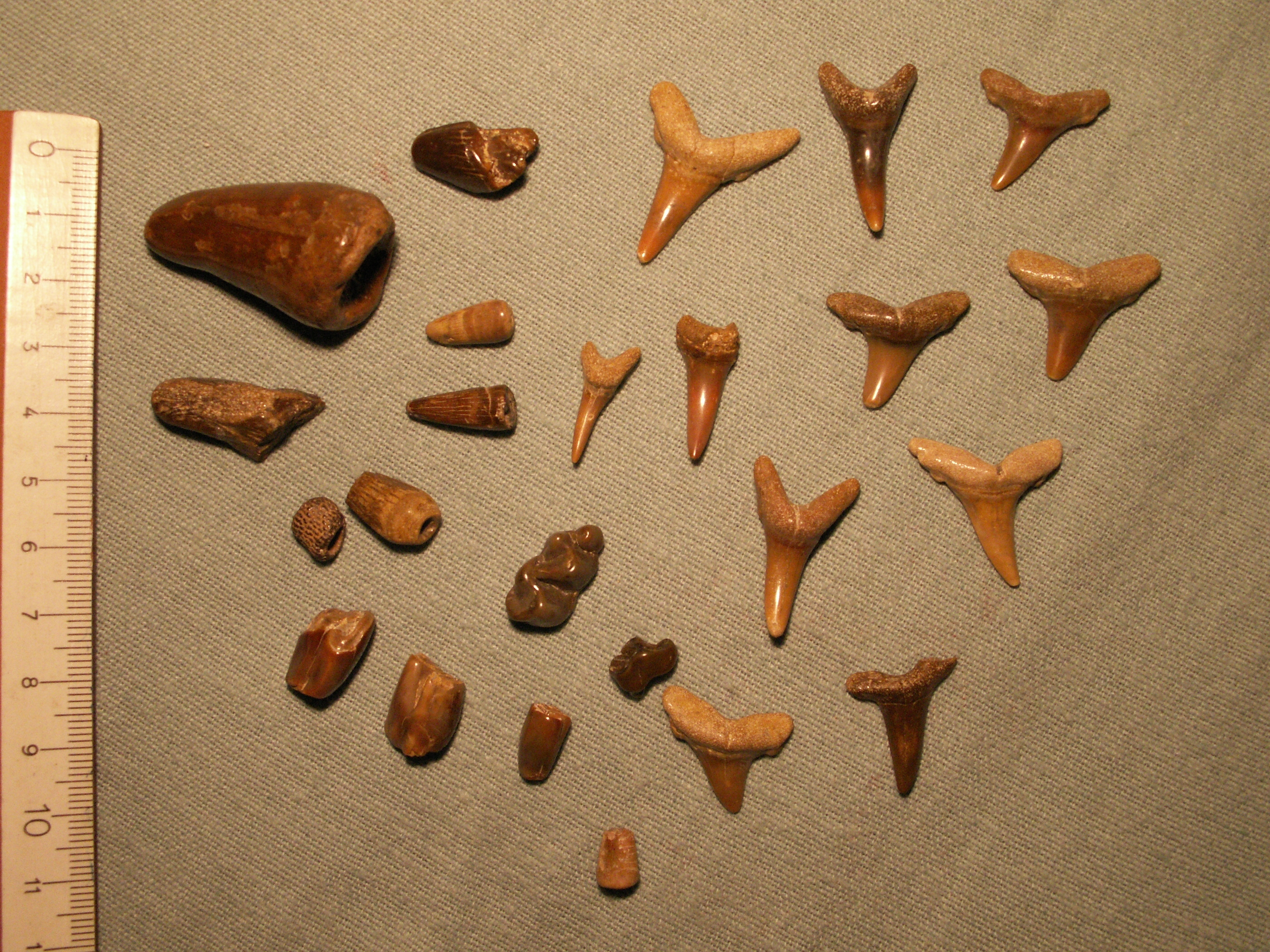
Fossile Zähne aus der Sandgrube Riedern

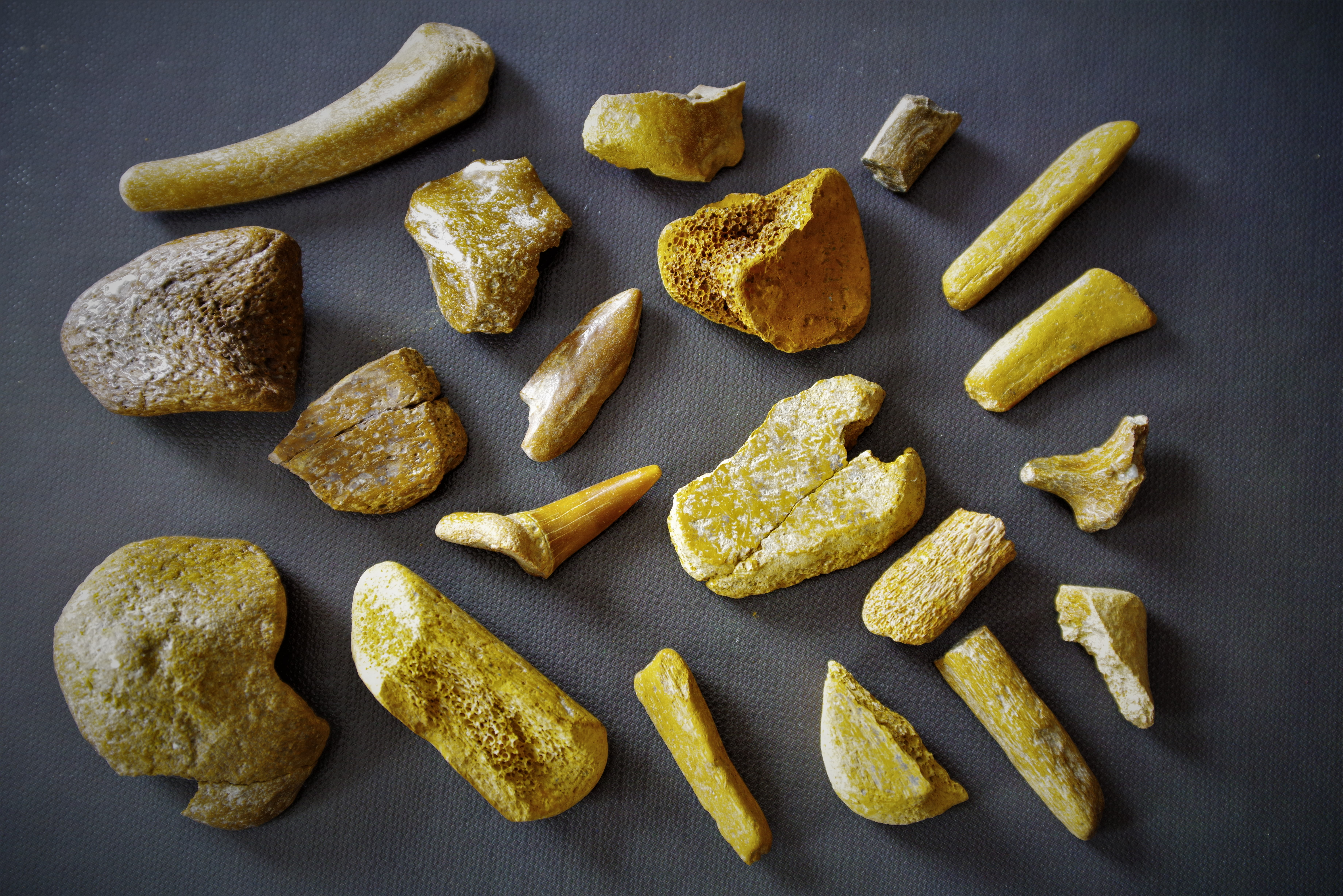
Diverse Knochenreste aus der Sandgrube Riedern

Die Sandgrube Riedern am Sand oder Sandgrube Riedern ist ein künstlich erweiterter Aufschluss von honiggelbem Quarzsand bzw. Quarzkies. Die ehemalige Abbaustelle liegt auf etwa 560 m ü. NHN an der Ostflanke des Kätzler (596 m ü. NHN), ca. 750 m südwestlich von Riedern am Sand im Klettgau.

## Geologie
Vor dessen Hebung im höchsten Miozän im Zuge der finalen Phase der Alpenentstehung, war das nördliche Alpenvorland (regionalgeologisch: Molassebecken) mehrfach zeitweilig vom Meer bedeckt. In der westlichen Wand der aufgelassenen Sandgrube Riedern ist ein mehrere Meter mächtiges Profil von Ablagerungen des höheren Untermiozäns (Burdigalium) angeschnitten, das den jüngsten dieser Meereseinbrüche dokumentiert.
Es handelt sich um sogenannte Graupensande („Grimmelfinger Schichten“) und auflagernde Austernnagelfluh. Während die Graupensande als brackische Bildung gelten („Obere Brackwassermolasse“, OBM), wird die Austernnagelfluh als vollmarin betrachtet und der Oberen Meeresmolasse (OMM) zugerechnet.
Die honiggelbe bis rötliche Färbung der Graupensande geht vermutlich auf im Sediment fein verteilte Ausfällungen von Eisenoxiden und -hydroxiden zurück. Die erosiv auflagernde Austernnagelfluh ist deutlich Verwitterungs- und Erosionsbeständiger als der Graupensand und formt daher einen Überhang in der Steinbruchwand. In der Klettgaualb bildet die Austernnagelfluh oft eine charakteristische Geländestufe.

## Fossilien
Das Besondere an den Graupensanden in der Sandgrube Riedern ist ihr vergleichsweise hoher Fossilgehalt. So ist sie bei Fossiliensammlern seit langem als Fundort von Haifischzähnen bekannt und entsprechend abgesucht. Deutlich seltener kommen Zähne von Landsäugetieren, etwa Biber oder Zwerghirsch, vor. Da der Abbau seit langem eingestellt ist, sind Funde kaum mehr möglich. An der Steilwand besteht zudem Steinschlag- und Rutschgefahr.

## Historisches
Der Sand fand Verwendung als Bausand, hauptsächlich für Verputzarbeiten, insbesondere als Kellenwurf, der durch Sieben des Sandes in verschiedenen Körnungen in vielen Varianten möglich war. Für den Abbau wurden um 1920 eine Sandrutsche und ein Silobehälter errichtet. Geringe Reste davon sind noch sichtbar.